# RS-24
RS-24 Jars (ros. РС-24 Ярс) – rosyjski pocisk balistyczny dalekiego zasięgu klasy ICBM. Z uwagi na wiek i znaczenie broni, jest ona objęta tajemnicą. Dostępne informacje są niepotwierdzone i czasem sprzeczne. Pierwsze RS-24 są w służbie od 2010 roku i mają być użytkowane do roku 2050.

## Historia
Pierwsza udana próba pocisku miała miejsce 29 maja 2007 – oficjalnie w odpowiedzi na ogłoszone przez Stany Zjednoczone plany budowy tarczy antyrakietowej na terenie Czech i Polski. Kolejne miały miejsce: 25 grudnia 2007, 26 listopada 2008, 14 kwietnia 2014 (cel: poligon Kura na Kamczatce). Wystrzelony z poligonu rakietowego Plesieck, RS-24 uwolnił głowice MIRV, które po przebyciu 9000 km trafiły w cele na poligonie Kura na Kamczatce. Testy miały zakończyć się w 2008, a na 2009 planowane było rozpoczęcie produkcji. RS-24 miały stopniowo zastępować pociski typu RS-18B (w klasyfikacji NATO: SS-19) oraz RS-20 (SS-18 "Satan") i stać się podstawą rosyjskich lądowych sił jądrowych. Według niektórych źródeł Jars ma zastąpić również mobilne pociski Topol/Topol-M (z którymi dzieli niektóre rozwiązania), ale służyć równolegle z podziemnymi wersjami tych ostatnich.

## Opis
Jars to międzykontynentalny pocisk balistyczny na paliwo stałe, zdolny przenosić od 3 do 6 niezależnych głowic atomowych (MIRV) o mocy 150-300 kt każda. Zasięg pocisku szacowany jest na 11 000 km.
Podwozie mobilnych wyrzutni rakiet RS-24 stanowią ośmioosiowe pojazdy MZKT-79221, produkowane w MZKT w Mińsku - takie same jak mobilnych Topol-M. Rozwijają prędkość do 45 km/h i mają zasięg do 500 km.
Masa wersji na platformy kolejowe ma nie przekraczać 47 ton i 22,5 metra długości. Wagon-chłodnia ma mieć długość 24 metrów.

## Służba
Pierwszy pułk (2 dywizjony, 6 rakiet, 18 głowic; część Tejkowskiej dywizji rakietowej) uzbrojony w te rakiety osiągnął gotowość bojową na początku 2011 roku. Pułk stacjonuje w obwodzie iwanowskim. Jeszcze w tym samym roku, 27 grudnia 2011, gotowość osiągnął drugi pułk (2 dywizjony) Tejkowskiej dywizji rakietowej, również uzbrojony w RS-24. Przezbrojenie tej dywizji miało się zakończyć w 2012. Następnie pociski miał wchodzić na stan jednostek w zgrupowaniach nowosybirskim i kozielskim (wyrzutnie stacjonarne). 
W 2014 Wojska Rakietowe Strategicznego Przeznaczenia miały przyjąć na stan 22 pociski rakietowe Jars. Przedstawiciele dowództwa tych wojsk przekazali także, że do roku 2020 powstanie wersja Jarsów na platformy kolejowe (Rosja wycofała się z takiego pomysłu w 2005 roku pod naciskiem USA).